# Miss Polonia
Miss Polonia è un concorso di bellezza femminile che si tiene annualmente in Polonia. La prima edizione del concorso si è svolta nel 1929 a Varsavia. La vincitrice e le finaliste hanno la possibilità di rappresentare il proprio paese in concorsi internazionali come Miss Universo, Miss Terra, Miss Europa, Miss International, Miss Grand International e Miss Baltic Sea.
Miss Polski è invece un altro concorso femminile in cui la vincitrice diventa la rappresentante della Polonia al concorso internazionale Miss Mondo. Il concorso si tiene dal 1990.

## Albo d'oro

### Miss Polonia
| Anno      | Vincitrice                | Provenienza         |
| --------- | ------------------------- | ------------------- |
| 1929      | Władysława Kostakówna     | Varsavia            |
| 1930      | Zofia Batycka             | Leopoli             |
| 1932      | Zofia Dobrowolska         | Poznań              |
| 1934      | Maria Żabkiewiczówna      | Vilnius             |
| 1937      | Józefa Kaczmarkiewiczówna | ?                   |
| 1957      | Alicja Bobrowska          | Cracovia            |
| 1958      | Zuzanna Cembrowska        | Varsavia            |
| 1983      | Lidia Wasiak              | Stettino            |
| 1984      | Magdalena Jaworska        | Varsavia            |
| 1985      | Katarzyna Zawidzka        | Gorzów Wielkopolski |
| 1986      | Renata Fatla              | Bielsko-Biała       |
| 1987      | Monika Nowosadko          | Kołobrzeg           |
| 1988      | Joanna Gapińska           | Stettino            |
| 1989      | Aneta Kręglicka           | Danzica             |
| 1990      | Joanna Michalska          | Varsavia            |
| 1991      | Karina Wojciechowska      | Mysłowice           |
| 1992      | Ewa Wachowicz             | Klęczany            |
| 1993      | Aleksandra Spieczyńska    | Breslavia           |
| 1994      | Jadwiga Flank             | Bielsko-Biała       |
| 1995      | Ewa Tylecka               | Dzierżoniów         |
| 1996      | Agnieszka Zielińska       | Poznań              |
| 1997      | Roksana Jonek             | Mikołów             |
| 1998      | Izabela Opęchowska        | Biskupiec           |
| 1999      | Marta Kwiecień            | Lublino             |
| 2000      | Justyna Bergmann          | Grudziądz           |
| 2001      | Joanna Drozdowska         | Stettino            |
| 2002      | Marta Matyjasik           | Zgorzelec           |
| 2003      | Karolina Gorazda          | Cracovia            |
| 2004      | Katarzyna Borowicz        | Ostrów Wielkopolski |
| 2005      | Malwina Ratajczak         | Krapkowice          |
| 2006      | Marzena Cieślik           | Wolin               |
| 2007      | Barbara Tatara            | Łódź                |
| 2008      | Angelika Jakubowska       | Lubań               |
| 2009      | Maria Nowakowska          | Legnica             |
| 2010      | Rozalia Mancewicz         | Białystok           |
| 2011      | Marcelina Zawadzka        | Malbork             |
| 2012      | Paulina Krupińska         | Varsavia            |
| 2013-2015 | non tenuto                |                     |
| 2016      | Izabella Krzan            | Olsztyn             |
| 2017      | Agata Biernat             | Zduńska Wola        |
| 2018      | Milena Sadowska           | Oświęcim            |
| 2019      | Karolina Bielawska        | Łódź                |
| 2020      | Natalia Gryglewska        | Częstochowa         |
| 2021      | non tenuto                |                     |
| 2021      | Krystyna Sokołowska       | Białystok           |

### Miss Polski

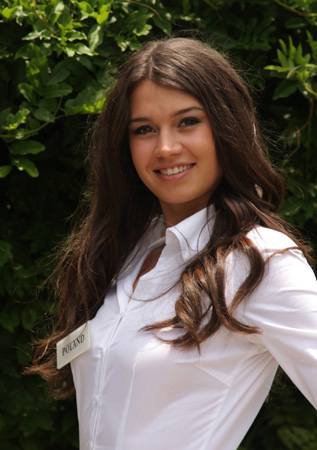
Klaudia Ungerman, Miss Polski 2008.

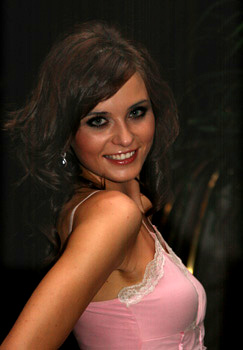
Karolina Zakrzewska, Miss Polski 2007.

| Anno | Vincitrice            | Provenienza          |
| ---- | --------------------- | -------------------- |
| 1990 | Ewa Szymczak          | Łódź                 |
| 1991 | Agnieszka Kotlarska   | Breslavia            |
| 1992 | Elżbieta Dziech       | Bielsko-Biała        |
| 1993 | Agnieszka Pachałko    | Bydgoszcz            |
| 1994 | Magdalena Lewandowska | Bydgoszcz            |
| 1995 | Sabina Śnioch         | Dąbrowa Górnicza     |
| 1996 | Anna Kowalczyk        | Varsavia             |
| 1997 | Grażyna Domańska      | Breslavia            |
| 1998 | Kamila Wiśniewska     | Poznań               |
| 1999 | Renata Piotrowska     | Toruń                |
| 2000 | Dorota Pikuła         | Breslavia            |
| 2001 | Ewa Wiertel           | Lubań                |
| 2002 | Magda Stanisławska    | Białystok            |
| 2003 | Kaja Kruszyńska       | Frombork             |
| 2004 | Elżbieta Sawerska     | Lublino              |
| 2005 | Renata Nowak          | Bydgoszcz            |
| 2006 | Aleksandra Ogłaza     | Bychawa              |
| 2007 | Karolina Zakrzewska   | Zielona Góra         |
| 2008 | Klaudia Ungerman      | Łobez                |
| 2009 | Anna Jamróz           | Rumia                |
| 2010 | Agata Szewioła        | Żary                 |
| 2011 | Angelika Ogryzek      | Stettino             |
| 2012 | Katarzyna Krzeszowska | Krynica-Zdrój        |
| 2013 | Ada Sztajerowska      | Piotrków Trybunalski |
| 2014 | Ewa Mielnicka         | Ostrołęka            |
| 2015 | Magdalena Bieńkowska  | Mikołajki            |
| 2016 | Paulina Maziarz       | Zwoleń               |
| 2017 | Kamila Świerc         | Opole                |
| 2018 | Olga Buława           | Świnoujście          |
| 2019 | Magdalena Kasiborska  | Zabrze               |
| 2020 | Anna Maria Jaromin    | Katowice             |
| 2021 | Agata Wdowiak         | Łódź                 |
| 2022 | Aleksandra Klepaczka  | Łódź                 |